# جيون جونغ-سيو
جيون جونغ-سيو (مواليد في 5 يوليو 1994)؛ تُعرف أيضًا باسم راشيل جون، وهي ممثلة كورية جنوبية. عرفت بدورها في فيلم الإثارة الكوري الجنوبي الشهير «احتراق» لعام 2018.. فازت بجائزة أفضل ممثلة في حفل توزيع جوائز «البيكسانغ للفنون» ال57 عن أدائها في فيلم الإثارة المكالمة لعام (2020).

## الحياة الشخصية
كانت جيون على علاقة مع مخرج فيلم المكالمة «لي تشونغ هيون» منذ ديسمبر 2021.

## فيلموغرافيا

### أفلام
| عام  | عنوان                        | الدور        | المراجع       |
| ---- | ---------------------------- | ------------ | ------------- |
| 2018 | احتراق                       | شين هاي مي   | [ 8 ]         |
| 2020 | المكالمة                     | اوه يونغ سوك |               |
| 2021 | Mona Lisa and the Blood Moon | موونا        | [ 9 ]         |
| 2021 | Romance Without Love         | جي يونغ      | [ 10 ] [ 11 ] |
| 2023 | Ransom                       | اوك جو       | فيلم قصير     |

### مسلسلات تلفزيونية
| عام  | عنوان        | عنوان         | الدور | مراجع  |
| عام  | العربي       | الكوري        | الدور | مراجع  |
| ---- | ------------ | ------------- | ----- | ------ |
| 2023 | عرس المستحيل | 웨딩 임파서블 |       | [ 13 ] |

### مسلسلات ويب
| عنوان | عنوان                                             | عنوان                   | الدور        |         | Ref.          |
| عنوان | العربي                                            | الكوري                  | الدور        |         | Ref.          |
| ----- | ------------------------------------------------- | ----------------------- | ------------ | ------- | ------------- |
| 2022  | سرقة الأموال: كوريا - المنطقة الاقتصادية المشتركة | 종이의 집: 공동경제구역 | توكيو        | نتفليكس | [ 14 ] [ 15 ] |
| 2022  | مساومة                                            | 몸값                    | بارك جو يونغ | تيفينج  | [ 16 ]        |
| 2024  | الملكة وو                                         | 우씨왕후                | وو هي        | تيفينج  | [ 17 ]        |

## روابط خارجية
- جيون جونغ-سيو على موقع IMDb (الإنجليزية)
- جيون جونغ-سيو على موقع روتن توميتوز (الإنجليزية)
- جيون جونغ-سيو على موقع ألو سيني (الفرنسية)
- جيون جونغ-سيو على موقع قاعدة بيانات الفيلم (الإنجليزية)
- جيون جونغ-سيو على موقع كينوبويسك (الروسية)